# منصور السخيري
منصور السخيري (المنستير، 9 ماي 1929 - تونس العاصمة، 23 فيفري 1994)، هو سياسي تونسي لعب دورا بارزا في نهاية عهد الرئيس الحبيب بورقيبة. 

## سيرته
درس السخيري الهندسة المدنية في فرنسا وعمل كمدير للأشغال في بلدية تونس. عين عام 1974 واليا على سوسة ثم عام 1977 واليا على المنستير. بقي في منصبه إلى سبتمبر 1985 تاريخ تعيينه وزيرا مديرا للديوان الرئاسي باقتراح من الوزير الأول محمد مزالي. أصبح السخيري لاعبا مهما في قصر قرطاج خصوصا بعد طلاق بورقيبة من زوجته وسيلة وإبعاد الحبيب بورقيبة الابن. في 7 أفريل 1986 أضيفت إليه حقيبة الوظيفة العمومية والإصلاح الإداري التي اكتست أهمية خاصة في ظل الحملة التي أعلنها الرئيس بورقيبة ضد الفساد. توترت علاقته بمحمد مزالي بعد سعيه إلى توسيع صلاحيات وزارته على حساب الوزارة الأولى. في جوان 1986 عين كأحد ثلاثة أمناء عامين مساعدين للحزب الاشتراكي الدستوري الحاكم إلى جانب زين العابدين بن علي وعمر الشاذلي، وفي نوفمبر من نفس العام أنتخب عضوا في مجلس النواب عن دائرة المنستير. أضيفت إليه في 30 مارس 1987 حقيبة النقل، وفي 16 ماي عين أيضا كوزير للتجهيز والإسكان  خلفا لمحمد الصيّاح، في حين عوضه عمر الشاذلي كمدير للديوان الرئاسي وحسين الشريف على رأس وزارة الوظيفة العمومية والإصلاح الإداري.
أعتقل السخيري فجر يوم 7 نوفمبر، تاريخ إزاحة بورقيبة عن الحكم، أثناء تواجده في نزل في نفطة جنوب البلاد، وفي 18 نوفمبر 1987 أقيل من مهامه كأمين عام مساعد وعضو في الديوان السياسي للحزب. حوكم عام 1988 بتهم تتعلق بالفساد وظل معتقلا إلى نوفمبر 1989 تاريخ إطلاق سراحه بمناسبة الذكرى الثانية لتولي بن علي الحكم. ابتعد بعدها عن الحياة العامة إلى وفاته في فيفري 1994. تزوج عام 1969 من السيدة فوزية بسباس وأنجب منها أربعة أبناء (عامر، شيراز، معز، محمد شكيب).